# Cot Gohraya
Cot Gohraya är ett berg i Indonesien.   Det ligger i provinsen Aceh, i den västra delen av landet, 1 800 km nordväst om huvudstaden Jakarta. Toppen på Cot Gohraya är 92 meter över havet.
Terrängen runt Cot Gohraya är varierad. Runt Cot Gohraya är det ganska glesbefolkat, med 35 invånare per kvadratkilometer. I omgivningarna runt Cot Gohraya växer i huvudsak städsegrön lövskog.